# Everlost
«Everlost» — российская рок-группа из подмосковного города Одинцово, работающая в жанре модерн-метал. С момента образования коллектив выпустил 4 номерных альбома. Композиции группы сочетают в себе агрессивные метал-рифы, гроулинг/скриминг, мелодичные клавишные партии и чистый вокал.

## История
История коллектива начинается в 2001 году, который ознаменовался выходом первого демо группы под названием «Suicidal Instincts». На тот момент стиль группы представлял собой смесь скандинавского мелодичного death-metal с агрессивным металлом флоридской школы. Особым сюрпризом для многих слушателей стал кавер на команду Death — Without Judgment, посвященный лидеру легендарной death-metal группы.
К концу 2002 года уже сформировавшийся костяк коллектива в лице Андрея Смирнова, Павла Чернобая и Сергея Волкова дополнился ещё одним участником, барабанщиком Сергеем Серебренниковым.
В декабре 2003 года группа заключила контракт на выпуск дебютного альбома с крупнейшим российским лейблом Soyuz Music/MetalAgen.
27 марта 2004 года увидел свет диск «Bitterness Of The Triumph» . Вскоре после его выхода музыканты отправились в тур вместе с монстрами мирового death-metal — польской группой Vader. Затем последовал ряд концертных выступлений во многих городах России и Белоруссии, десятидневный тур по Украине, а также съемка первого в истории EVERLOST клипа на песню Thought Inquisition.
Конец 2006 года ознаменовался для EVERLOST подписанием контракта с известным российским лейблом CD-Maximum и выходом их второго альбома Noise Factory. Эта работа неутомимой четверки стала настоящим открытием на российской металлической сцене. Огромное количество положительных откликов и рецензий незамедлительно последовало после его выхода. Группа уже была неоднократно замечена в различных музыкальных ТОПах и отмечена многими критиками. Вслед за выходом диска был опубликован ряд статей и интервью в ведущих музыкальных изданиях и интернет-порталах. Были открыты страницы группы на MySpace и на YouTube, что расширило круг почитателей творчества EVERLOST за пределами стран СНГ.
Непрерывная и кропотливая работа над созданием Noise Factory длилась более пяти месяцев с января по июнь 2006 года. В результате чего были записаны 10 экспрессивных и неординарных треков. Новый стиль команды сами участники охарактеризовали как core’n’roll, изрядно приправленный электронными аранжировками. Трекинг и сведение проходили в студии DREAMPORT, а помогали группе в процессе записи их хорошие друзья и талантливые музыканты Максим Самосват (ex-«Эпидемия», ex-Mechanical Poet) и Том Токмаков (ex-MECHANICAL POET). Эта работа для коллектива явилась удачным скачком вверх после альбома Bitterness Of The Triumph, дебютника группы, который помог EVERLOST заявить о себе во всеуслышание. Также на этом альбоме присутствует скрытый трек, который представляет собой кавер на Iron Maiden — Be Quick of be Dead.
Весь 2008 год музыканты не покладая рук занимались сочинением и записью песен для своего третьего номерного альбома. И, наконец, 16 февраля 2009 года на крупнейшем российском лейбле Irond Records вышел новый диск, который получил название «Эклектика». В него вошли двенадцать ярких и разноплановых композиций на русском языке: яростные боевики плавно сменяются эффектными стреднетемповыми композициями, а своеобразной «изюминкой» альбома стало появление лиричных баллад, столь несвойственное группам, работающим в схожих жанрах! Музыканты и издающий лейбл старательно подготовились к выходу альбома, снабдив диск не только красочным 40-страничным буклетом и мультимедиа-секцией, но и подготовив презентационный ролик на песню «День За Днём». Процесс записи и сведения нового диска, как и в случае с предыдущим альбомом, проходил на авторитетной московской студии DreamPort под руководством Максима Самосвата. В роли второго вокалиста выступил Евгений Егоров (ex-«Колизей», «Эпидемия»), также принимавший участие в проекте «Эльфийская рукопись». За написание русскоязычной лирики отвечал талантливый и неординарный автор Георгий Арустамьян (Catharsis, Hostile Breed, «Черный Обелиск» и др.). Работа над клавишными аранжировки на этот раз была поручена неординарному музыканту и старому другу группы — Михаилу Панфилову, который существенно обогатил аранжировки новых песен EVERLOST не только электронными, но и живыми инструментами. Партии скрипки в нескольких песнях исполнил Станислав Опитин из подмосковной группы Actemis. Совместно с Сергеем Табаковым снимается и монтируется новый концертный клип на композицию «Нет Пощады», которая была признана поклонниками группы одной из самых удачных песен с этого альбома. Альбом «Эклектика» стал для музыкантов группы новый этапом в их творческом пути, новой отправной точкой.
В середине года группу потрясло трагическое событие — ушел из жизни один из основателей коллектива Павел Чернобай.
Спустя некоторое время, оставшиеся участники EVERLOST Смирнов Андрей, Сергей Волков и Сергей Серебренников приняли решение не бросать начатое дело и продолжить работу. Последние несколько месяцев 2009 года коллектив усердно занимался сочинением новых композиций, часть из которых была придумана совместно с Павлом.
В 2010 году группа отказывается от концертов до конца года и запирается в студии для того, чтобы подготовить и записать песни для своего четвёртого студийного альбома, который было решено назвать «Путь непокорных». Параллельно с этим заканчивается работа над новым видеоклипом на композицию «День За Днем». Это видео вызвало немалый резонанс в московской музыкальной тусовке. В качестве второго гитариста в съемках принял участие старый друг музыкантов Александр Казарин, который летом 2010 года также принял участие в гастрольном туре Everlost по Украине.
Работа над песнями для нового альбома «Путь Непокорных» проходила в студии KIV Records, сведением занимался Игорь Королёв.
Чтобы привлечь максимальное количество слушателей к своей новой работе, музыканты группы решили презентовать новый релиз в интернете в виде пяти глав. Каждая из них состояла не только из новых композиций, но была также снабжена красочными иллюстрациями и бонусами, среди которых несколько кавер-версий, два новых профессиональных видеоклипа «И Кто Теперь?» и «В Глубине Кривых Зеркал», а также анимационный видеоклип авторства Дарьи Котовой на композицию «Боги Не Слышат Нас».
10 июня 2011 года стало известно, что Everlost исполнит кавер-версию композиции «Чёрный Обелиск» группы Чёрный Обелиск, которая вошла в трибьют-альбом «A Tribute to Чёрный Обелиск. XXV», увидевший свет 20 февраля 2012 года.
17 сентября 2011 года альбом «Путь Непокорных» вышел на CD в формате digibook на лейбле Metal Renaissance. Издание дополнено двумя ранее неопубликованными треками, а также снабжено буклетом с иллюстрацией к каждой песне и мультимедиа-секцией. Песни на CD были заново сведены и прошли ремастеринг.
10 февраля 2012 года вышла первая часть сингла Плавится Воздух. А 11 марта 2012 вышла вторая часть, которая представляет собой обе композиции с первой части сингла в симфонической аранжировке. Над этой частью совместно с группой Everlost работали музыканты экспериментального симфонического проекта HUMANOID OPERA.
Группа заявила об участии в проекте «A Tribute to Мастер. XXV», где исполнят песню «Тату».
В январе 2013 года Андрей Смирнов стал новым гитаристом немецкой группы U.D.O.
14 июля 2013 года группа объявила имя нового гитариста. Им стал Дмитрий Игнатьев.
24 января 2014 года группа объявляет о начале записи нового альбома, получившего название «V». Грядущий релиз станет первой работой группы на английском языке после восьмилетнего перерыва (в 2006 году вышел англоязычный альбом Noise Factory).
30 марта 2015 было презентовано новое видео на композицию с готовящегося альбома, под названием «Cut Me Loose», которое режиссировал автор практически всех клипов Everlost Сергей Табаков.

## Состав

### Действующий
- Андрей Смирнов — гитара, вокал
- Сергей «Серж» Волков — бас-гитара
- Сергей Серебренников — ударные
- Дмитрий Игнатьев — гитара

### Бывшие участники
- Павел Чернобай †

### Гостевые музыканты
- Евгений «Джуйс» Егоров — вокал («Эклектика»)
- Максим Самосват — вокал («Noise Factory»)
- Александр Казарин — гитара (Fragile Nova)
- Михаил Панфилов — клавишные («Эклектика», «Bitterness Of The Triumph»)
- Артём «Том» Токмаков — клавишные («Noise Factory»)
- Сергей Сергеев — вокал («Bitterness Of The Triumph»)
- Стас Опитин — скрипка («Эклектика»)

## Дискография

### Альбомы
- 2002 — «Suicidal Instincts» (Demo)
- 2004 — «Bitterness Of The Triumph» (Soyuz/Metalagen)
- 2006 — Noise Factory (CD-Maximum)
- 2009 — Эклектика (Irond)
- 2011 — Путь непокорных
- 2012 — Плавится Воздух (EP)
- 2016 — «V»

### Видеоклипы
- 2004 — Thought Inquisition
- 2007 — Synthetic Masterpiece (концертный видеоклип)
- 2009 — Нет Пощады (концертный видеоклип)
- 2009 — День За Днем
- 2010 — Боги Не Слышат Нас
- 2011 — И Кто Теперь?
- 2011 — В Глубине Кривых Зеркал
- 2014 — Cut Me Loose

### DVD
- 2007 — «Live Chronology: Demolishing the Stage» (self-prod)

### Каверыпесен
| №  | Название              | Альбом                           | Год  | Автор          |
| -- | --------------------- | -------------------------------- | ---- | -------------- |
| 1. | Be Quick or Be Dead   | Noise Factory                    | 2006 | Iron Maiden    |
| 2. | Воля и Разум          | Путь непокорных                  | 2010 | Ария           |
| 3. | Set the World on Fire | Путь непокорных                  | 2010 | E-Type         |
| 4. | Чёрный Обелиск        | A Tribute to Чёрный Обелиск. XXV | 2012 | Чёрный Обелиск |
| 5. | Тату                  | A Tribute to Мастер. XXV         | 2012 | Мастер         |